# Giethoorn
Giethoorn és un poble del municipi de Steenwijkerland a la província d'Overijssel, al nord-oest dels Països Baixos. Té 2.620 habitants i és conegut pels seus ponts, aigües i punters, un tipus de petit vaixell similar a les góndoles de Venècia.
A causa de l'extracció de torba, es van crear estanys i llacs. Per poder transportar la torba, la gent va excavar canals i fossats. Moltes cases van ser creades a illes a les quals només es pot arribar pels ponts. La majoria dels 176 ponts són propietat privada.
Es va fer famosa, especialment després de 1958, quan el cineasta holandès Bert Haanstra va fer la comèdia Fanfare enllà. A causa d'això, Giethoorn és una atracció turística coneguda internacionalment.

## Història
El poble de Giethoorn va ser fundat per un grup de fugitius de la regió mediterrània l'any 1230. El primer que varen veure els fugitius a l'arribada va ser una gran quantitat de banyes de cabra que havien quedat abandonades després d'una immensa inundació que va destruir la zona uns anys abans. A causa d'aquest descobriment, van nomenar l'assentament Giethoorn, que significa "banya de cabra".
Al segle xvi, Giethoorn tenia una població predominantment mennonita. Durant aquest temps, la congregació de Giethoorn es va dividir en dues congregacions, conegudes com a North Giethoorn i South Giethoorn. La congregació nord va pertànyer primer als conservadors Hulskoopers, durant el segle xvi, i després als menonitas flamencs de Danzig durant els segles XVII i XVIII. Els preveres de Danzig sovint viatjaven a Giethoorn per realitzar els batejos i l'eucaristia.
La congregació del sud de Giethoorn, molt més gran, pertanyia a la branca flamenca i de vegades es coneixia com la Nova Església flamenca. Encara que era menys conservadora que la congregació del nord, es considerava més conservadora que altres congregacions holandeses. L'oració silenciosa es va utilitzar fins a 1780, i el 1811 la congregació del sud de Giethoorn va demanar la llibertat total del servei militar.
L'antiga casa de reunions de Giethoorn va ser remodelada el 1856 i es va construir una nova sala de reunions el 1871. L'església era molt activa al poble a mitjans del segle XX i Giethoorn va ser una de les primeres congregacions mennonites en establir una escola dominical per a nens. El 1955 hi havia dues escoles dominicals a Giethoorn, que juntes assistien a 200 nens. En 1914 es va crear un cor, que en 1955 constava de 40 membres.
Avui, l'atractiu principal de Giethoorn és el poble en si mateix, un assentament tranquil i relaxant, amb ponts, barques i vies navegables.

## Llocs d'interès
- Uus Maat Olde (en català Museu Granja). Es tracta d'una granja original de 1800 aproximadament. Ofereix una exposició titulada: 100 anys vivint i treballant a Giethoorn. La finca està decorada en estil de l'època.[2] La sala disposa d'un rellotge de Frísia, un armari i un escalfador. La cuina inclou un llit, una estufa i ninots amb roba tradicional de Gieten. A més, la finca consta d'un soterrani, un "karnkamer", un paller i un estable.[3]